# Fabio Basile
Fabio Basile (ur. 7 października 1994 w Rivoli) – włoski judoka, złoty medalista igrzysk olimpijskich w 2016 w Rio de Janeiro w kategorii 66 kg.

## Kariera
Pierwszy medal koloru brązowego zdobył na Igrzyskach Śródziemnomorskich w Mersin (2013) w kategorii wagowej do 60 kg. Obecnie startuje w kategorii wagowej do 73 kg. Zdobywca brązowego medalu mistrzostw Europy w Kazaniu (2016). 

## Osiągnięcia

### Igrzyska olimpijskie
| Igrzyska olimpijskie | Data            | Kategoria | Miejsce |
| -------------------- | --------------- | --------- | ------- |
| Rio de Janeiro 2016  | 7 sierpnia 2016 | do 66 kg  |         |